# Dominique Rénia
Dominique Rénia – trener piłkarski z Saint-Martin.

## Kariera trenerska
Od 2012 roku prowadzi narodową reprezentację Saint-Martin.